# Puerto Rico Women's Challenger
Il Puerto Rico Women's Challenger è un torneo professionistico di tennis giocato su campi in cemento. Fa parte dell'ITF Women's Circuit. Si gioca annualmente a Bayamón in Porto Rico.

## Albo d'oro

### Singolare
| Anno | Campionessa               | Finalista   | Punteggio |
| ---- | ------------------------- | ----------- | --------- |
| 2011 | Michelle Larcher de Brito | Mónica Puig | 6–3, 6–2  |

### Doppio
| Anno | Campionesse                      | Finaliste                      | Punteggio |
| ---- | -------------------------------- | ------------------------------ | --------- |
| 2011 | Chanel Simmonds Ajla Tomljanović | Victoria Duval Alexandra Kiick | 6–3, 6–1  |